# Epiphragma (Epiphragma) enixoides
Epiphragma (Epiphragma) enixoides is een tweevleugelige uit de familie steltmuggen (Limoniidae). De soort komt voor in het Neotropisch gebied.